# Аполлон-9
«Аполлон-9» (англ. Apollo 9) — американський пілотований космічний корабель, який виконав перший випробувальний політ геоцентричною орбітою у повній конфігурації (Командний і Місячний модулі), під час підготовки експедицій на Місяць.
Починаючи з цього польоту за програмою «Аполлон», астронавти присвоювали назви Командному і Місячному модулям, що використовувалися як позивні. Для Командного модуля астронавти обрали позивний «Гамдроп» («Крапля»), для місячного модуля — «Спайдер» («Павук»).

## Екіпаж

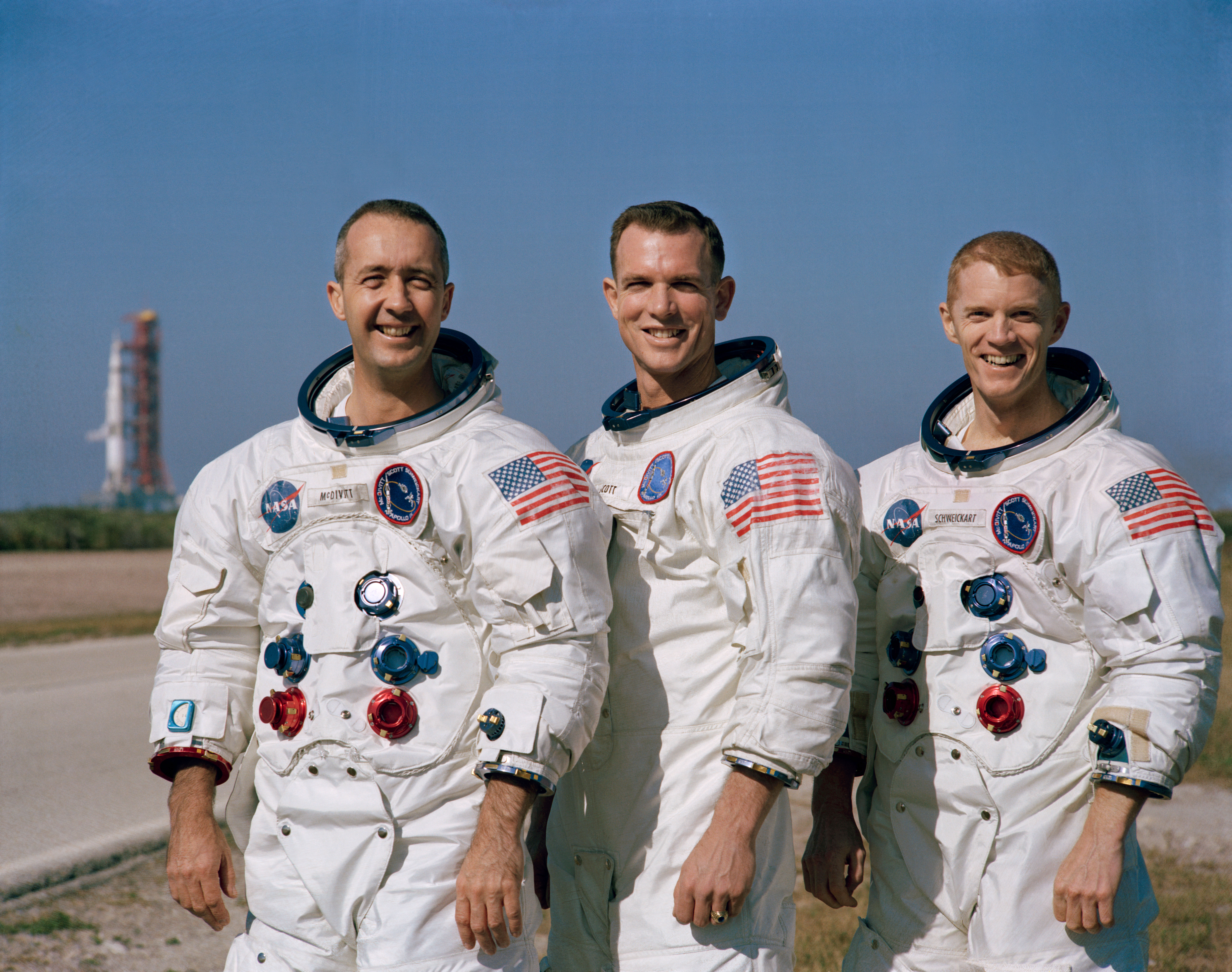
Екіпаж «Аполлона-9». Джеймс Макдівітт — ліворуч. Девід Скотт — в центрі. Рассел Швейкарт — праворуч.

- Командир — Джеймс Макдівітт
- Пілот командного модуля — Девід Скотт
- Пілот місячного модуля — Рассел Швайкарт

## Опис
Апарат складався з триступеневої ракети-носія «Сатурн V» (ступені S-IC, S-II і S-IVB), відсіку приладів, Місячного модуля (LM-3), корабля «Аполлон-9» («Блок II» № 104) у складі командного і службового відсіків, системи аварійного порятунку на старті.

## Задачі польоту
- Максимально можлива імітація режимів роботи і умов польоту, передбачених типовою програмою польоту на Місяць.
- Перебудова відсіків корабля.
- Розстикування місячного та командного модулів.
- Автономний політ місячного модуля.
- Відокремлення злітного ступеня місячного модуля від посадкового ступеня і стикування злітного ступеня з командним модулем.
- Експеримент з переходом через відкритий космос з місячного модуля в основний після стикування для імітації аварійного повернення астронавтів з місячного модуля у випадку невдалого стикування, а також випробовування місячних скафандрів в умовах вакууму.

Програма польоту була виконана майже повністю (внаслідок слабкості Швейкарта відмовилися від експерименту з переходом). Астронавти виконали 97 % задач, які були заплановані на політ.

## Політ

### Передстартова підготовка і старт
Запуск корабля планували 28 лютого 1969 року. Внаслідок застуди астронавтів його перенесли на 3 березня. Відтермінування запуску коштувало 500 тис. дол. США.
Корабель «Аполлон-9» стартував 3 березня 1969 року о 16:00 UTC.
Корабель, за даними наземних служб, вийшов на навколоземну орбіту, близьку до розрахункової.

### Перебудова відсіків
Після виходу на навколоземну орбіту екіпаж дві години перевіряв бортові системи, імітував перехід на траєкторію польоту до Місяця.
О 2:30 польотного часу командний модуль відокремився від останнього ступеня ракети-носія, відійшов на 15 м і розвернувся на 180 градусів. Протягом 15 хвилин базовий блок здійснював груповий політ зі ступенем, астронавти фотографували встановлений на ступені місячний модуль.
О 3:02:08 польотного часу Скотт забезпечив стикування командного модуля з місячним з першої спроби. Тунелі-лази були наповнені киснем. Скотт відкрив люк і з'єднав електричні системи основного та місячного модулів.
О 4:18:05 польотного часу були підірвані піроболти, що з'єднували місячний модуль і останній ступінь ракети-носія, спрацював пружинний штовхач, корабель від'єднався від ступеня.
Екіпаж допоміжними двигунами відвів корабель на безпечну відстань від ступеня, що після включення двигунів за командою з Землі вийшов на геліоцентричну орбіту.

### Перша-третя доби польоту
На шостій годині польоту на 5 секунд увімкнули головний двигун базового блоку для перевірки стійкості стикувального вузла при вібрації і прискоренні. Після маневру астронавти поклали корабель у дрейф і перевели бортові системи на ощадливий електрорежим. На десятій годині польоту почався період відпочинку екіпажу.
На другу добу польоту кілька разів вмикали головний двигун базового блоку для випробовувань стійкості стикувального вузла і перевірки ручної системи управління вектором тяги двигуна.
На сороковій годині польоту Швейкарт мав розпочати демонтаж стикувального вузла і перейти до місячного модуля, де до нього мав приєднатися Макдівітт. Ці операції внаслідок того, що Швейкарт заслаб, розпочалися пізніше. Скотт замість Швейкарта демонтував стикувальний вузол і забезпечив наповнення киснем відсіку екіпажу злітного ступеня місячного модуля.
Швейкарт почув себе краще і з запізненням на 2 години перейшов до місячного модуля. Через годину до нього приєднався Макдівітт. Астронавти включили бортові джерела живлення, перевірили бортове обладнання модуля і дали команду на відкриття шасі місячного модуля.
О 46:29 польотного часу почався перший сеанс телепередачі з борту тривалістю 7 хвилин.
На п'ятидесятій годині польоту було виконане планове включення двигуна посадкового ступеня місячного модуля, при цьому астронавти змінювали тягу двигуна вручну. Після цього астронавти вимкнули живлення бортових систем місячного модуля і повернулися у відсік екіпажу базового модуля.
О 54:25 бортового часу увімкнули двигун командного модуля, який пропрацював 43 секунди і перевів корабель на орбіту з перигеєм 229 км і апогеєм 239 км — близьку до розрахункової орбіту, вихідну для автономного польоту місячного модуля, запланованого на п'яту добу.

### Четверта доба польоту

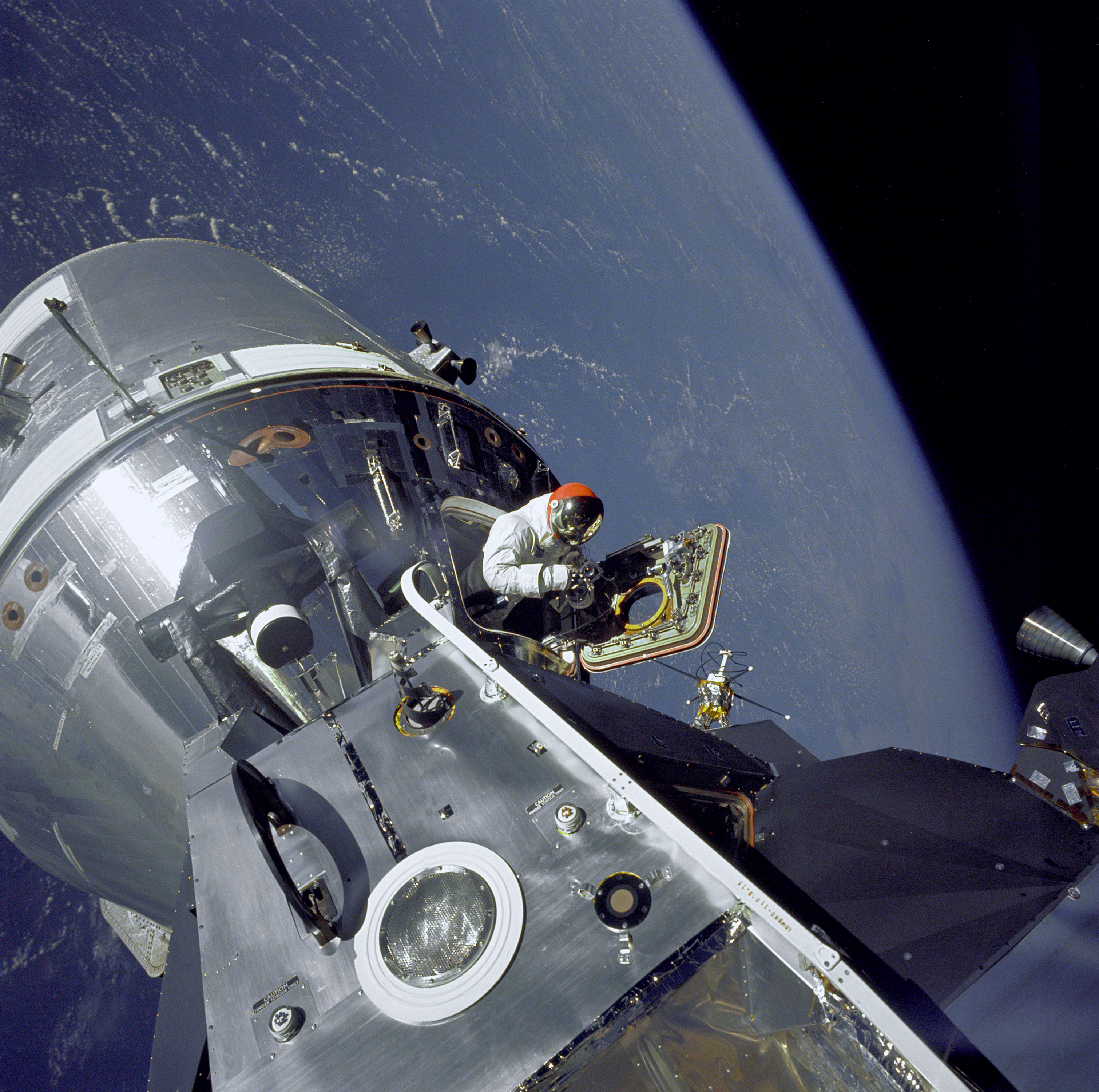
Вихід Скотта у відкритий космос (сфотографовано Швейкартом)

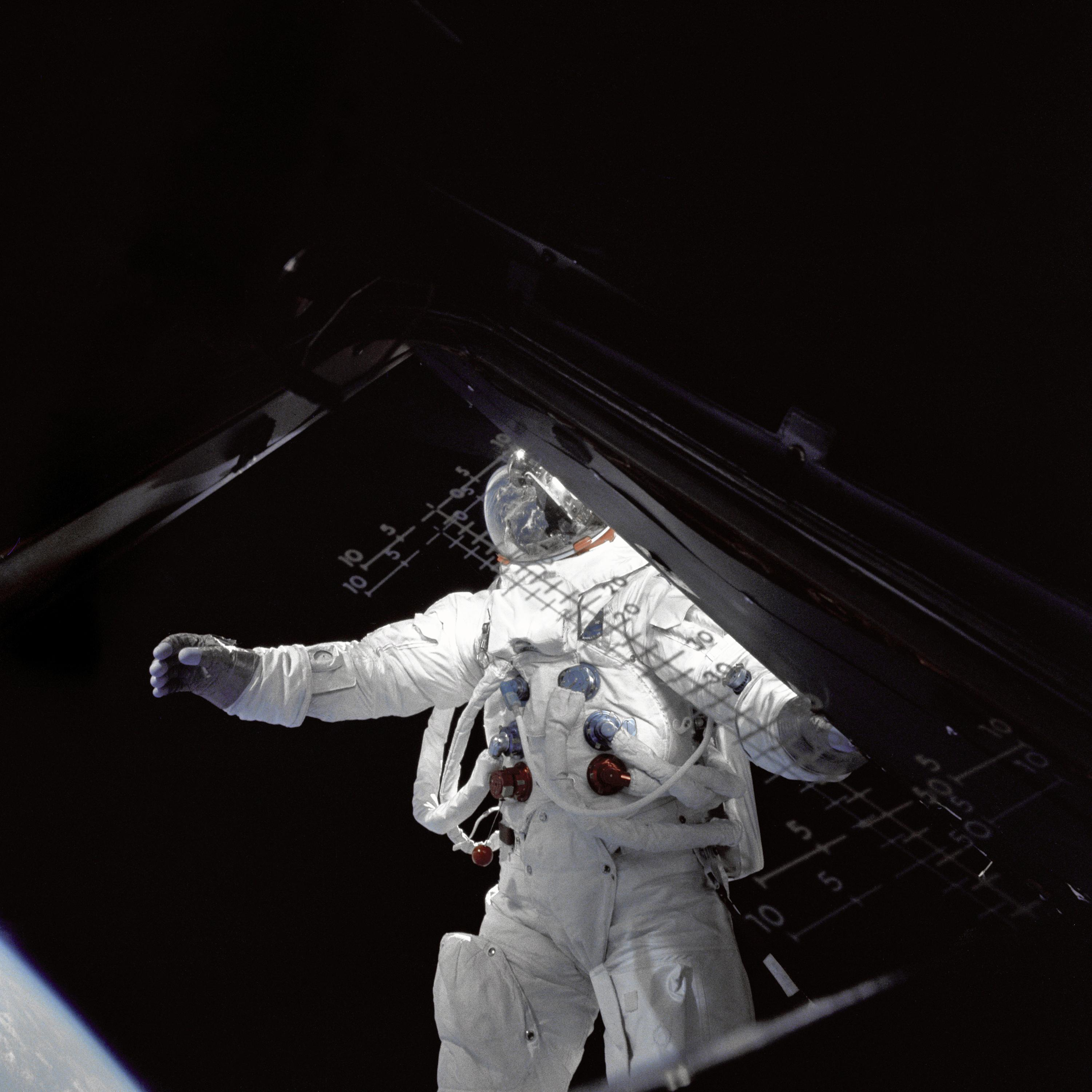
Вихід Швейкарта у відкритий космос (сфотографовано Скоттом)

На четверту добу польоту було заплановано вихід Швейкарта у відкритий космос.
На 70-ій годині польоту Швейкарт і Макдівітт перейшли до місячного модуля. Швейкарт надів ранцеву автономну систему життєзабезпечення і перевів скафандр на живлення від цієї системи.
На 73-ій годині польоту були розгерметизовані відсіки екіпажу місячного і командного модулів, о 73:03 польотного часу астронавти відкрили люки обох відсіків. Через 2 хвилинb Швейкарт одяг на шолом рамку із захисним козирком, приєднав фал, а через 2 хвилини почав виходити з люка місячного модуля (ногами вперед) і о 73:08 стояв на майданчику перед люком, закріпивши ноги у фіксаторах. Скотт через відкритий люк відсіку екіпажу командного модуля фотографував Швейкарта під час його виходу. Швейкарт у свою чергу фотографував корабель і Скотта.
Вихід Швейкарта тривав 47 хвилин. Радіосистема забезпечувала впевнений зв'язок з кораблем і Землею.
Після завершення виходу у відкритий космос обидва відсіки екіпажу були наповнені киснем. Макдівітт і Швейкарт провели телевізійний сеанс з місячного модуля тривалістю 13 хвилин. Після цього Швейкарт і Макдівітт знеструмили бортові системи місячного модуля і повернулися до командного модуля.

### П'ята доба польоту
На 80-ій годині польоту Швейкарт і Макдівітт перешли до місячного модуля, а Скотт, який залишився у командному модулі, встановив приймальний конус і стикувальний штир.
Розстикування відбулося на 59 оберті на 93 годині польоту. Командний модуль відійшов від місячного модуля на 15 м, після чого Макдівітт почав повільно обертати місячний модуль в різних осях, щоб Скотт міг візуально оглянути модуль. Пізніше Скотт обертав командний модуль для подібного огляду. Скотт і Швейкарт виконали фотографування. Астронавти бачили один одного крізь ілюмінатори.
О 93:02 польотного часу Скотт з використанням допоміжних двигунів перевів командний модуль на іншу орбіту, на якій він віддалився від місячного модуля на 5,2 км.
Макдівітт орієнтував місячний модуль так, щоб командний модуль постійно перебував в полі зору, а Швейкарт за допомогою бортового радіолокатора визначав дальність до командного модуля і відносну радіальну швидкість. Швейкарт також виставив гіростабілізувальну платформу основної системи наведення і ввів уточнені дані до аварійної системи наведення, яку треба було випробувати.
О 93:47 польотного часу було включено двигун посадкового ступеня місячного модуля. Тяга двигуна регулювалася астронавтами в межах 10—40 % від максимуму. Місячний модуль перейшов на орбіту з апогеєм 253 км. Після віддалення від командного модуля на 89 км (зоровий контакт зберігався) було випробувано радіолокатор, який забезпечував зустріч місячного і командного модуля на орбіті.
О 95:39 польотного часу Макдівітт вдруге увімкнув двигун посадкового ступеня місячного модуля. Місячний модуль перейшов на колоподібну орбіту, приблизно на 20 км вище орбіти командного модуля.
О 96:16 польотного часу, після відокремлення злітного ступеня місячного модуля від посадкового, увімкнули двигуни системи орієнтації на злітному ступені, які перевели злітний ступінь на орбіту з перигеєм приблизно 220 км.
О 96:58 польотного часу було увімкнуто основний двигун злітного ступеня місячного модуля для переходу на орбіту, нижчу орбіти командного модуля.
О 97:57 польотного часу виконано перший маневр на завершальному етапі зближення злітного ступеня місячного і командного модуля.
О 98:33 польотного часу вирівняно швидкості і переведено злітний ступінь місячного модуля в режим групового польоту на відстані 30 м від командного модуля. Макдівітт розвернув ступінь так, щоб Скотт міг оглянути основний двигун. Потім Макдівітт почав операції причалювання. Сонячне світло заважало Макдівітту спостерігати на ділянці причалювання. Скотт корегував маневри Макдівітта. Стикування закінчилося о 98:59 польотного часу.
Після допоміжних робіт астронавти відокремили командний модуль від злітного ступеня і з використанням допоміжних двигунів вивели його на безпечну відстань (1 км) від ступеня перед вмиканням основного двигуна. Двигун увімкнули о 101:52 польотного часу, пропрацював він 342 секунди і перевів ступінь на орбіту з апогеєм 7000 км. Ступінь проіснував на цій орбіті близько 19 років.

### Шоста-десята доба польоту
Протягом останніх 5 діб польоту астронавти продовжували випробовування бортових систем, фотографували Землю, спостерігали наземні орієнтири, експериментували зі зв'язком.
Фотографування здійснювалося переважно для оцінки природних ресурсів. Астронавти вибірково зробили світлини деяких районів США (у штатах Каліфорнія, Нью-Мексико, Техас), а також територій інших країн (Коста-Рика, Бразилія, Колумбія).
Астронавти також використовували бортові оптичні прилади для спостереження за небесними тілами. За допомогою секстанта Скотт спостерігав Юпітер і чотири його супутники (Іо,Європа, Ганімед і Каллісто). За допомогою телескопа астронавти спостерігали один зі штучних супутників Землі «Пегас», який перебував за 1600 км від корабля, а також злітний ступінь місячного модуля, що обертався навколо Землі орбітою з високим апогеєм.
О 169:38 польотного часу увімкнули основний двигун командного модуля для зменшення перигею.

## Посадка
Відбулася 13 березня 1969 року о 17:58:54 UTC, в Атлантичному океані, у точці з координатами 23,15° пн. ш. 67,56° зх. д.
У зв'язку з поганими погодними умовами корабель посадили не на 151-му, а на 152-му оберті у іншому районі Атлантичного океану. Вертолітоносець USS Guadalcanal (LPH-7) встиг перейти у новий район посадки.
О 240:31 польотного часу увімкнули основний двигун командного модуля, щоб покинути орбіту. Відсік екіпажу командного модуля відокремився від відсіку двигуна і увійшов у атмосферу над штатом Техас. Астронавти на період посадки не одягали скафандрів.
О 241:00:43 польотного часу відсік екіпажу приводнився за 4,8 км від вертолітоносця USS Guadalcanal (LPH-7). Спуск відсіку і його приводнення відбулися штатно. Легкі водолази були доставлені до відсіку за кілька хвилин, астронавти відкрили люк і перейшли на надувний човен. Екіпаж було піднято на борт вертольота через 45 хвилин і доставлено на вертолітоносець через 49 хвилин після приводнення. З вертолітоносця астронавтів доставили до Х'юстона, де вони протягом 12 днів звітували про політ.

## Деякі результати польоту
Згідно із заявою керівників польоту він був дуже успішним, водночас складнішим від попередніх.
Виконані успішні випробовування місячного модуля, треті підряд успішні випробовування командного модуля, успішні випробовування стикувального вузла, продемонстрована правильність обраної методики зближення, причалювання і стикування. Продемонстрована можливість управління командним модулем зусиллями одного астронавта і проведені успішні льотні випробовування автономної системи життєзабезпечення та скафандра, призначених для виходу людини на поверхню Місяця.

## Галерея

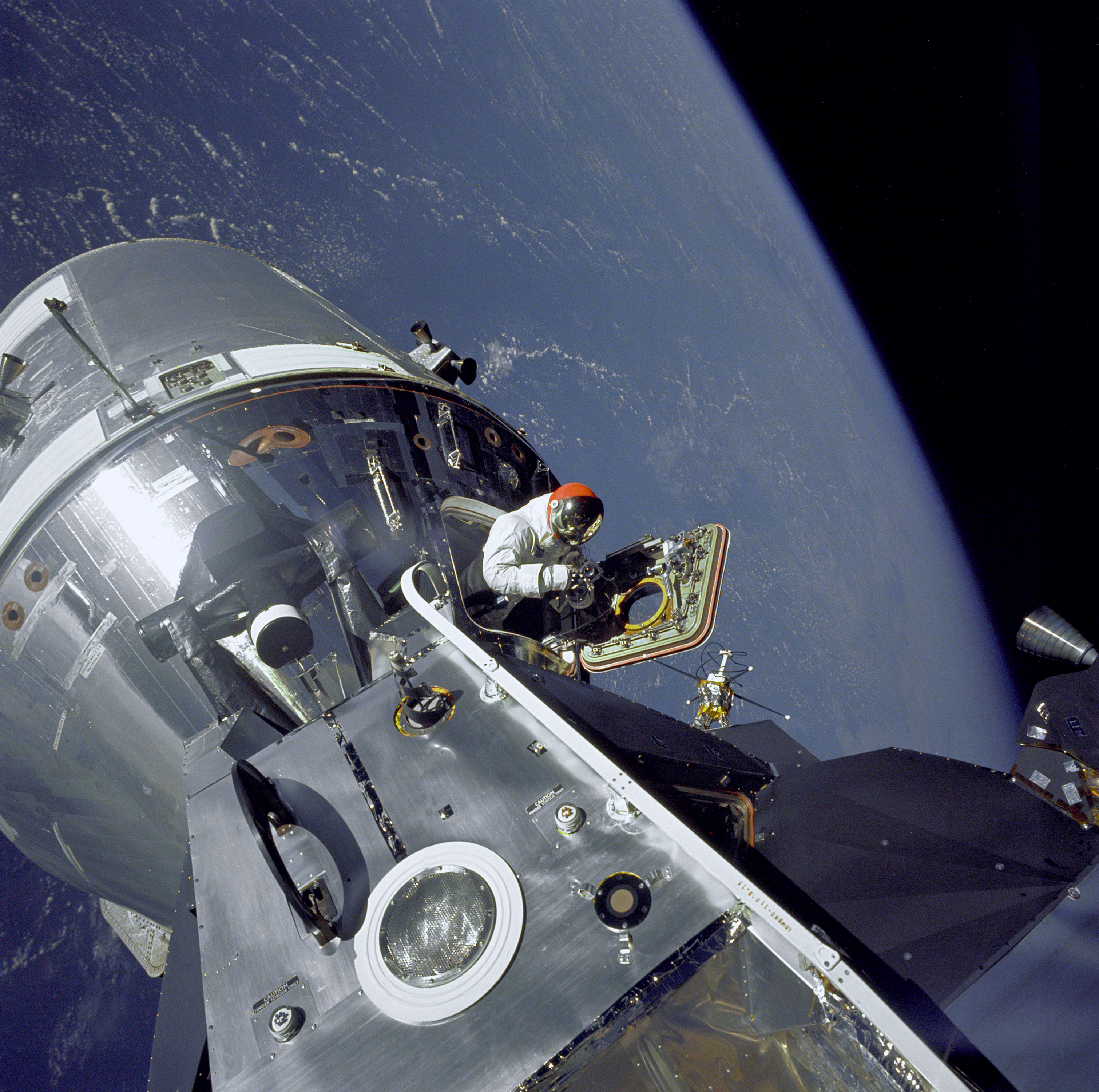
Девід Скотт стоїть у відкритих дверях Командного модуля (НАСА)
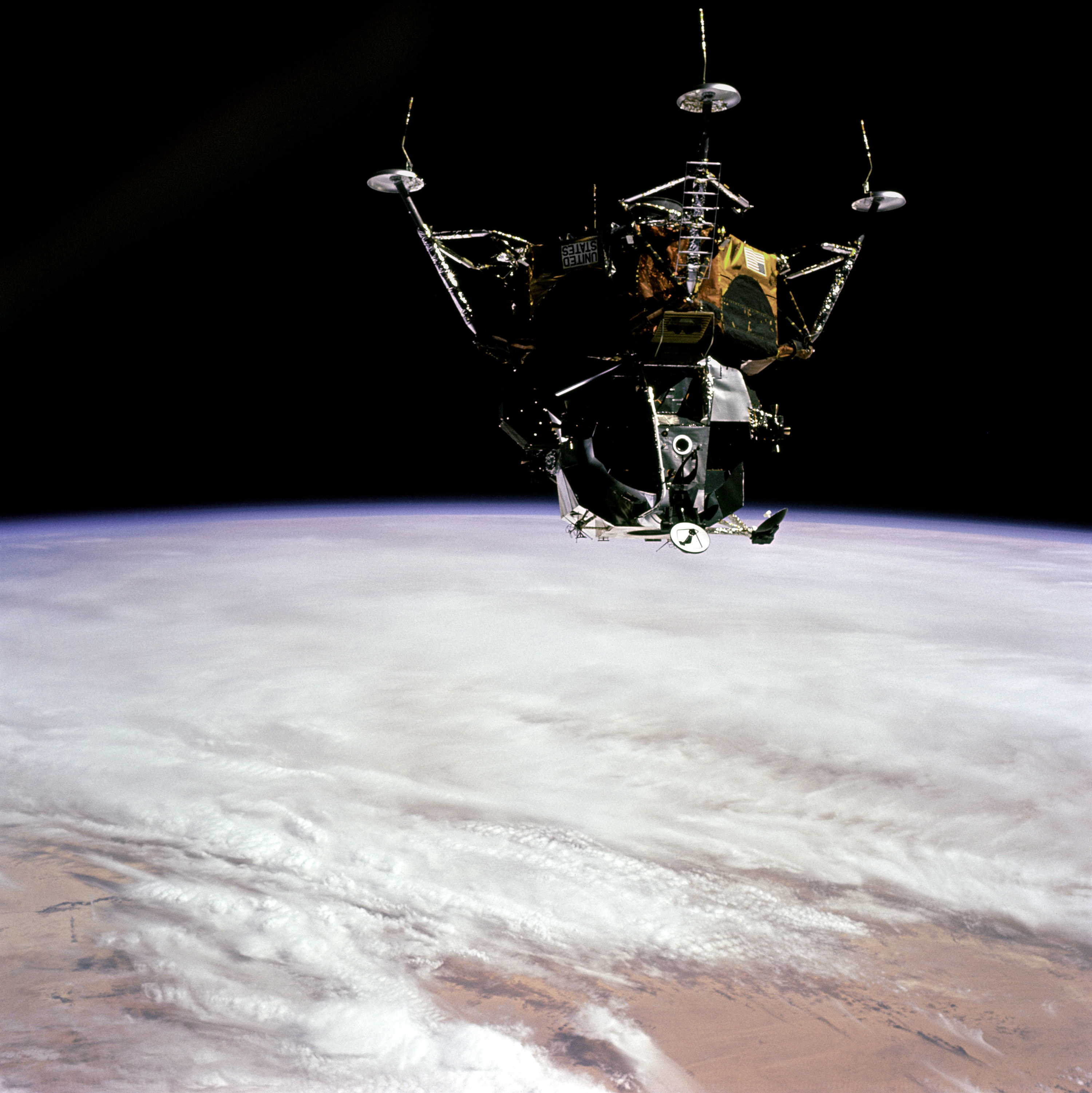
«Павук» — Місячний модуль «Аполлона-9» (НАСА)
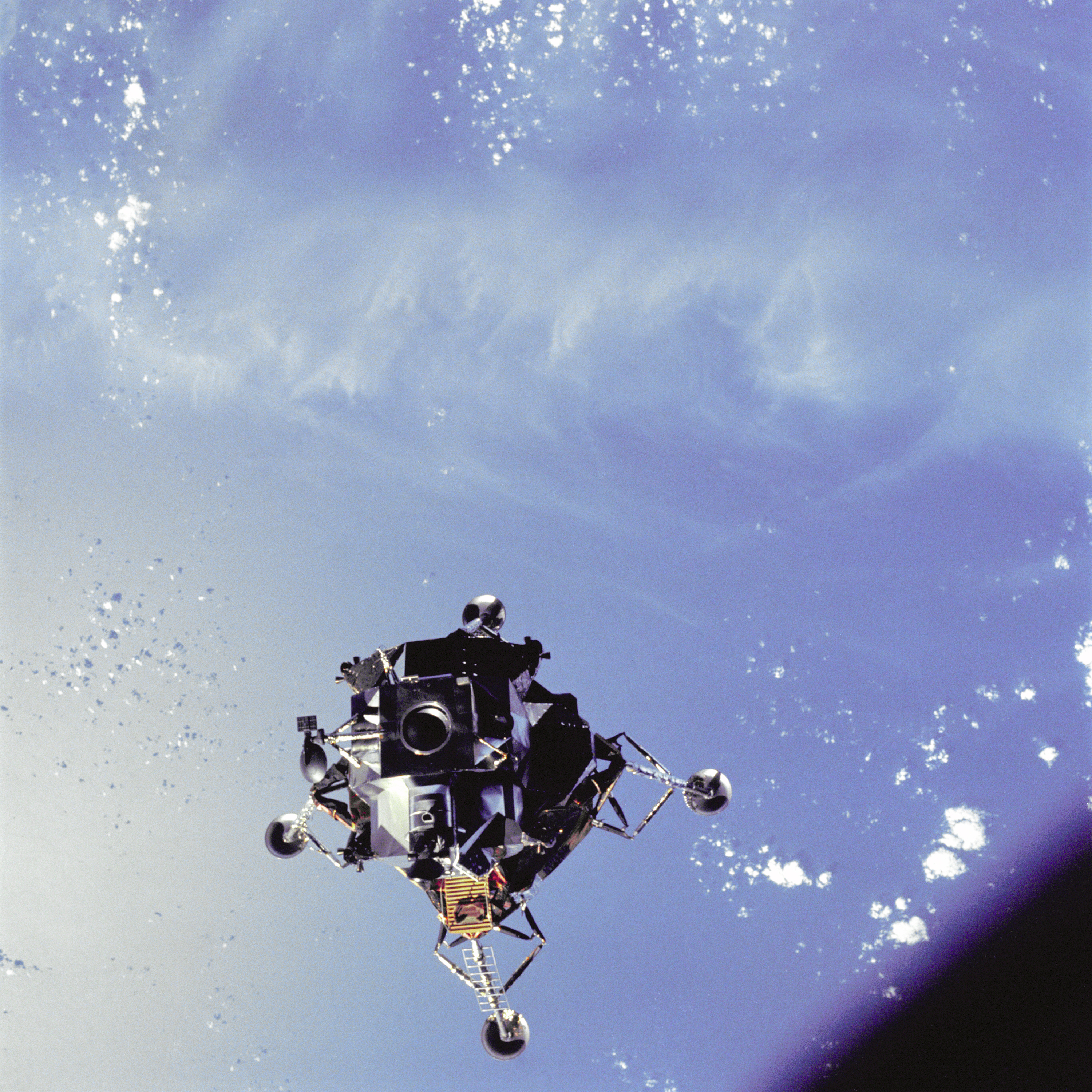
Місячний модуль «Павук» над океаном (НАСА)